# Santiago de Cassurrães
Santiago de Cassurrães é uma povoação portuguesa do Município de Mangualde que foi sede da extinta Freguesia de Santiago de Cassurrães, freguesia que tinha 22,34 km² de área e 1 226 habitantes (2011), e, por isso, uma densidade populacional de 54,9 hab/km².
A Freguesia de Santiago de Cassurrães foi extinta (agregada) pela reorganização administrativa de 2012/2013, sendo o seu território integrado na então criada União de Freguesias de Santiago de Cassurrães e Póvoa de Cervães.

## População
| População da freguesia de Santiago de Cassurrães | População da freguesia de Santiago de Cassurrães | População da freguesia de Santiago de Cassurrães | População da freguesia de Santiago de Cassurrães | População da freguesia de Santiago de Cassurrães | População da freguesia de Santiago de Cassurrães | População da freguesia de Santiago de Cassurrães | População da freguesia de Santiago de Cassurrães | População da freguesia de Santiago de Cassurrães | População da freguesia de Santiago de Cassurrães | População da freguesia de Santiago de Cassurrães | População da freguesia de Santiago de Cassurrães | População da freguesia de Santiago de Cassurrães | População da freguesia de Santiago de Cassurrães | População da freguesia de Santiago de Cassurrães |
| ------------------------------------------------ | ------------------------------------------------ | ------------------------------------------------ | ------------------------------------------------ | ------------------------------------------------ | ------------------------------------------------ | ------------------------------------------------ | ------------------------------------------------ | ------------------------------------------------ | ------------------------------------------------ | ------------------------------------------------ | ------------------------------------------------ | ------------------------------------------------ | ------------------------------------------------ | ------------------------------------------------ |
| 1864                                             | 1878                                             | 1890                                             | 1900                                             | 1911                                             | 1920                                             | 1930                                             | 1940                                             | 1950                                             | 1960                                             | 1970                                             | 1981                                             | 1991                                             | 2001                                             | 2011                                             |
| 1 824                                            | 2 030                                            | 2 114                                            | 2 074                                            | 2 074                                            | 2 072                                            | 2 210                                            | 2 336                                            | 2 113                                            | 1 965                                            | 1 598                                            | 1 589                                            | 1 544                                            | 1 412                                            | 1 226                                            |

| Distribuição da População por Grupos Etários | Distribuição da População por Grupos Etários | Distribuição da População por Grupos Etários | Distribuição da População por Grupos Etários | Distribuição da População por Grupos Etários | Distribuição da População por Grupos Etários | Distribuição da População por Grupos Etários | Distribuição da População por Grupos Etários | Distribuição da População por Grupos Etários | Distribuição da População por Grupos Etários |
| -------------------------------------------- | -------------------------------------------- | -------------------------------------------- | -------------------------------------------- | -------------------------------------------- | -------------------------------------------- | -------------------------------------------- | -------------------------------------------- | -------------------------------------------- | -------------------------------------------- |
| Ano                                          | 0-14 Anos                                    | 15-24 Anos                                   | 25-64 Anos                                   | > 65 Anos                                    |                                              | 0-14 Anos                                    | 15-24 Anos                                   | 25-64 Anos                                   | > 65 Anos                                    |
| 2001                                         | 224                                          | 185                                          | 612                                          | 391                                          |                                              | 15,9%                                        | 13,1%                                        | 43,3%                                        | 27,7%                                        |
| 2011                                         | 161                                          | 123                                          | 575                                          | 367                                          |                                              | 13,1%                                        | 10,0%                                        | 46,9%                                        | 29,9%                                        |

Média do País no censo de 2001:  0/14 Anos-16,0%; 15/24 Anos-14,3%; 25/64 Anos-53,4%; 65 e mais Anos-16,4%
Média do País no censo de 2011:   0/14 Anos-14,9%; 15/24 Anos-10,9%; 25/64 Anos-55,2%; 65 e mais Anos-19,0%

## Património
- Capela da Senhora de Cervães
- Capela do Calvário (Santiago de Cassurães)